# Inna Sekirov
Inna Sekirov é uma médica microbiologista e cientista. Sekirov é a chefe do programa de tuberculose/micobacteriologia no centro de controlo de doenças da Colúmbia Britânica e professora assistente clínica de patologia e medicina laboratorial na Universidade da Colúmbia Britânica em Vancouver, Colúmbia Britânica, no Canadá. Sekirov obteve o seu PhD, MD e FRCPC na Universidade da Colúmbia Britânica, realizando o seu trabalho de PhD no laboratório Brett Finlay. A sua pesquisa concentra-se nos aspectos relacionados à saúde pública da microbiologia médica, aplicações clínicas do genoma microbiano e métodos de diagnóstico de TB/micobacteriologia.
Ela também liderou projectos de pesquisa do COVID-19 sobre ACEII, respostas de anticorpos e soroprevalência usando manchas de sangue seco.